# Aguadulce (Spagna)
Aguadulce è un comune spagnolo di 1 987 abitanti situato nella comunità autonoma dell'Andalusia.